# EPMD
EPMD（イーピーエムディー）は、アメリカ合衆国ニューヨーク州ロングアイランドのブレントウッド発祥の2人組ラップ、ヒップホップ・グループである。メンバーはロングアイランド出身の、エリック・サーモンとPMDことパリッシュ・スミスの2人。EPMDは、エリック&パリッシュ・メイキング・ダラーズの略である。
アルバム・タイトルに「ビジネス」という言葉が毎回使用されることも、特徴である。2人ともロジャー・トラウトマンとザップの大ファンで、彼らの曲をラップのバック・トラックにも使用していた。サウンドは硬質で、重量感のあるファンク・サウンド。1993年仲たがいして、ソロ活動をするようになった。1997年、一時的に再結成するが、再びソロ活動に戻った。2006年10月に8年振りのライブを行ない、以降は断続的ではあるがEPMDとして活動している。

## メンバー
- エリック・サーモン (Erick Sermon)
- PMDことパリッシュ・スミス (Parrish Smith)

## ディスコグラフィ

### スタジオ・アルバム
- Strictly Business (1988年)[注釈 1]
- Unfinished Business (1989年)
- 『ビジネス・アズ・ユージュアル』 - Business as Usual (1990年)
- 『ビジネス・ネヴァー・パーソナル』 - Business Never Personal (1992年)
- 『バック・イン・ビジネス』 - Back in Business (1997年)
- 『アウト・オブ・ビジネス』 - Out of Business (1999年)
- We Mean Business (2008年)